# Racconti inquieti
Racconti inquieti (Tales of Unrest) è una raccolta di racconti dello scrittore di lingua inglese Joseph Conrad pubblicata per la prima volta nel 1898.

## Genesi della raccolta
La raccolta è composta di cinque racconti, quattro dei quali erano stati pubblicati in precedenza su riviste letterarie inglesi: 
- Un avamposto del progresso (An Outpost of Progress), già pubblicato su Cosmopolis: A Literary Review nel 1897
- Karain: un ricordo (Karain: A Memory), già pubblicato su Blackwood's Magazine nel 1897
- Gli idioti (The Idiots), già pubblicato su The Savoy magazine nel 1896
- La laguna (The Lagoon), già pubblicato su Cornhill Magazine nel 1897
- Il ritorno (The Return), in precedenza inedito

Più tardi Conrad precisò l'ordine cronologico di scrittura dei cinque racconti. Il più antico, sebbene ultimo ad essere stato pubblicato, fu La laguna, scritto da Conrad contemporaneamente ai romanzi La follia di Almayer e Un reietto delle isole. Il racconto successivo fu Un avamposto del progresso, seguito da Karain, iniziato tre giorni dopo aver terminato Il negro del "Narciso". I racconti più recenti sono quelli ambientati nell'Europa occidentale: Il ritorno (iniziato contemporaneamente al Negro del "Narciso" e rimasto a lungo incompiuto) e Gli idioti.
L'International Copyright Act of 1891, la legge statunitense di regolamentazione del copyright internazionale conosciuta come "Chace Act", fu estremamente vantaggiosa per gli scrittori di racconti come Conrad. In precedenza, le opere degli autori britannici venivano regolarmente "piratate" negli Stati Uniti; nel migliore dei casi, gli autori potevano aspettarsi solo occasionali "pagamenti di cortesia" dagli editori americani. Dopo il 1891, invece, un autore poteva essere pagato due volte per lo stesso racconto, da un editore statunitense dopo essere stato pagato da un editore britannico. Inoltre, la pubblicazione negli Stati Uniti di una raccolta di racconti in volume forniva ulteriori introiti agli autori. 

## Edizioni
- Joseph Conrad, Tales of Unrest, London: Unwin; New York, Scribner's, 1898.
- Racconti inquieti; traduzione di Charis Cortese De Bosis, Milano, Alpes, 1930.
- Racconti inquieti; traduzione di Renato Prinzhofer; introduzione di Mario Curreli con una nota dell'Autore, Milano, Mursia, Coll. GUM. N.S n. 153, 1990, ISBN 88-425-0539-0
- Racconti dell'inquietudine; traduzione e cura di Maura Maioli, Rimini, Guaraldi, 1996, ISBN 88-8049-087-7